# انقطاع موهو

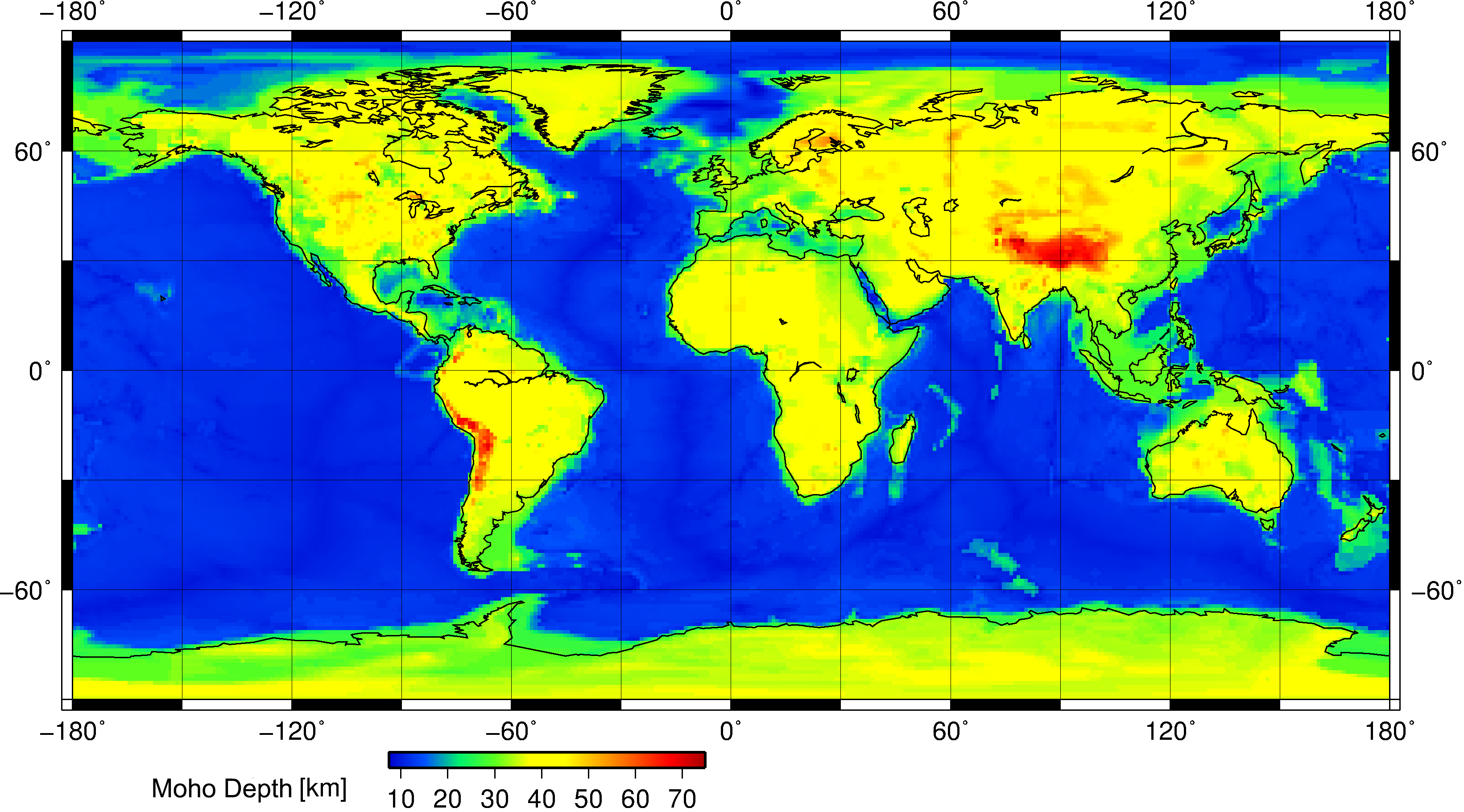
خارطة العالم تُظهر أعماق إنقطاع موهو

انقطاع موهو أو انقطاع موهوروفيتش (بالإنجليزية: Mohorovičić discontinuity)‏ وهو الحد الفاصل بين القشرة الأرضية والستار. وسمي على اسم عالم الزلازل الكرواتي أندريا موهوروفيشيك، وهو يفصل كل من القشرة المحيطية والقشرة القارية عن الستار. ويقع قطاع موهو بالكامل داخل غلاف الأرض الصخري.
اكتُشف انقطاع موهو لأول مرة في سنة 1909 من قِبل أندريا موهوروفيشيك، عندما لاحظ ازدياد سرعة الموجات الزلزالية بشكل واضح. ويمتد انقطاع موهو من (5-10 كم) (3-6 ميل) تحت قاع المحيط، ويمتد من (20-90 كم) (10-60 ميل) أسفل القشرة القارية.

## الطبيعة
تكون سرعة الموجات الزلزالية مباشرة فوق انقطاع موهو مماثلة للسرعة في البازلت (6.7-7.2 كم/ث)، وتحت انقطاع موهو مباشرة تُصبح السرعة مماثلة للسرعة في البيريدوتيت (7.6-8.6 كم/ث). لذلك اقترح موهو تغييراً في التركيب للصخور نتج عنه هذا التغير بالسرعة.